# موراي كاي
موراي كاي (بالإنجليزية: Murray Kay)‏ هو لاعب كرة قدم نيوزلندي، ولد في 23 نوفمبر 1905 في نيوزيلندا، وتوفي بنفس المكان في 12 أكتوبر 1991. شارك مع منتخب نيوزيلندا لكرة القدم. أما مع النوادي، فقد لعب مع Auckland Thistle ‏.